# 舊金山輕軌L線
舊金山輕軌L線，亦稱L塔拉瓦爾路線（英語：L Taraval），是美國加州舊金山市區的舊金山輕軌路線，主要服務帕克賽區（Parkside District），位在日落區南側。路線1919年開始營運，最遠抵達塔拉瓦爾街（Taraval Street）與第33大街路口。於1923年延伸至塔拉瓦爾街與第48大街路口，後來於1937年9月15日又往南延伸（在塔拉瓦爾街與第46大街路口轉向）至舊金山動物園；動物園為目前最外圍的終點站。 其為舊金山20世紀原始路面電車路線之一，於1980年部分路段改建為現代輕軌系統。許多路面電車在二次大戰之後改成公車路線，但L線因使用雙峰隧道的緣故而保留下來。2021年起，由於塔拉瓦爾街改造項目，L線暫停運行，預計直到2024年底。

## 外部連結
- Muni Metro and San Francisco rail map (195KB PDF)
- L Taraval route information from the SF Muni Map Project